# Andrij Malyš
Andrij Leonidovyč Malyš (in ucraino Андрій Леонідович Малиш?; Kiev, 6 luglio 1983) è un ex cestista ucraino.